# Европейски път E19
Европейски път Е19 е европейски автомобилен маршрут от категория А, свързващ Амстердам (Холандия) на север и Париж (Франция) на юг. Дължината на маршрута е 551 km.

## Маршрут
Маршрутът на Е19 преминава през 3 европейски страни:
- Нидерландия: Амстердам – Хага – Райсвайк – Ротердам – Бреда —
- Белгия: Антверпен – Мехелен – Брюксел – Монс —
- Франция: Валансиен – Камбре – Шанти – Париж.

Е19 е свързан със следните маршрути:
| - Е35 - E22 - E231 - E30 - E25 - E31 | - E311 - E312 - E17 - E34 - E313 - E40 | - E411 - E42 - E05 - E15 - E50 - E54 |

## Галерия
- Е19
- Е19 в Белгия
- Е19 в Холандия